# Saint-Quentin-de-Baron
Saint-Quentin-de-Baron è un comune francese situato nel dipartimento della Gironda nella regione della Nuova Aquitania.

## Società

### Evoluzione demografica
Abitanti censiti